# Villaescobedo
Villaescobedo es la denominación que corresponde tanto a una localidad como a una Entidad Local Menor , en Castilla la Vieja, hoy comunidad autónoma de Castilla y León, provincia de Burgos (España). Está situada en la comarca de Páramos y en la actualidad depende del Ayuntamiento de Valle de Valdelucio.

## Población
En 2024 tenía 25 habitantes (INE).

## Situación
Cerca de la N-627, de Llanillo y de Respenda de Aguilar ya en el límite con la provincia de Palencia. Dista 5,5 km de la capital del municipio, Quintanas. En su término, que alcanza el páramo de La Lora una altitud de 1.154 m, también nace el Arroyo de Mundilla, afluente del Rudrón.
Wikimapia/Coordenadas: 42°44'27"N 4°5'12"W

## Valle del Valdelucio
TODO el Románico 
- Corralejo: Iglesia de San Román
- Fuencaliente de Lucio: Iglesia de San Juan Bautista Degollado
- Pedrosa de Valdelucio: Iglesia de Santa Eulalia
- Pedrosa de Valdelucio: Ermita de Nuestra Señora de la Vega
- Renedo de La Escalera: Iglesia de Nuestra Señora de la Asunción
- Solanas de Valdelucio: Iglesia de San Cristóbal
- Villaescobedo: Iglesia de Nuestra Señora de la Concepción

## Historia
Por primera vez hemos visto escrito Villaescobedo en el Becerro del monasterio de Santa María la Real. En cierta venta hecha al abad el 1210 se pone como testigo del acto "de Villaescobedo Gómez et Pelaio e Estevano"[...]
Intentamos descubrir ahora el significado del nombre del pueblo. Adviértase que se ha denominado "Villaescobero" con erre hasta 1858. A partir de 1859, en la Estadística Diocesana se constata el cambio y el arcipreste lo introduce en los libros parroquiales a partir de 1860. En los libros de cuentas del concejo se acepta la modificación por lo menos desde 1875.[..]
Escobero es el lugar donde nace la escoba, mata semejante a la retama y el brezo del cual se hace escobas. También podría entenderse de la persona que las hace o la vende. Según esto significaría lugar rodeado de escoba, abundante de esa planta[...]
El Becerro de las Behetrías de Castilla nos reseña los señores del pueblo el 1352: Gonzalo González de Lucio, Lope Díaz de Rojas, los de Porres y Gutiérrez Fernández Delgadiello.
Gonzalo Martínez enumera los siguientes despoblados dentro del término concejil: San Martín y Tejares hacia Respenda, Villagarcía o Casares hacia Villamoñico.
Vuelve Villaescobedo a figurar en la documentación escrita en el año 1415 cuando Lope de Rojas cambia al abad de San Martín de Helines sus propiedades en Valdelucio por las que tenía el eclesiástico en Quintanjuar.
Datos más recientes.
El Apeo de la mesa Episcopal confeccionado el 1515 incluye al pueblo hoy objeto de nuestra atención, entre los que pagaban al prelado burgalés las tercias (tercera parte de los diezmos ). A finales del siglo XVI Villaescobedo tenía una pila una iglesia y diez vecinos. Así se lo comunicaba el arzobispo Vela a Felipe II el 27 de noviembre de 1588. [..]
Juan Alonso y Juan Gallo fueron dos hidalgos de Villaescobedo que 1639 se asociaron a otros del valle para emprender un litigio con los vecinos de los demás pueblos del Valdelucio en defensa de sus derechos de clase.

## Parroquia
Es un edificio con dos naves de pequeñas dimensiones que preside todo el caserío del núcleo urbano. Su exterior, está muy reformado, pero aún muestra sus orígenes románicos en la espadaña y algunos canecillos muy deteriorados.
Esta pequeña iglesia ha sido restaurada hace unos años,  apareciendo detrás del retablo que presidía el altar una ventana probablemente románica.
Esta parte de la iglesia está construida con piedra de sillería por lo que parece la más antigua. 
También ha aparecido una ventana de características románicas en la nave anexa quizá perteneciente a la primitiva iglesia.
Conserva dos retablos barrocos dedicados a la Inmaculada,  titular de la iglesia,  y a Santa Lucía,  primera patrona del pueblo e imágenes de San Miguel, y la Virgen del Rosario. 
Las Campanas de la espadaña son del siglo XVII y XIX y también fueron recientemente restauradas.
Desde el campanario, al que se tiene que subir con precaución,  se aprecian las mejores vistas del pueblo y de los molinos eólicos situados en la lora.

## Lugares de interés

### Cueva de Villaescobedo, en la subida a laLora Alta

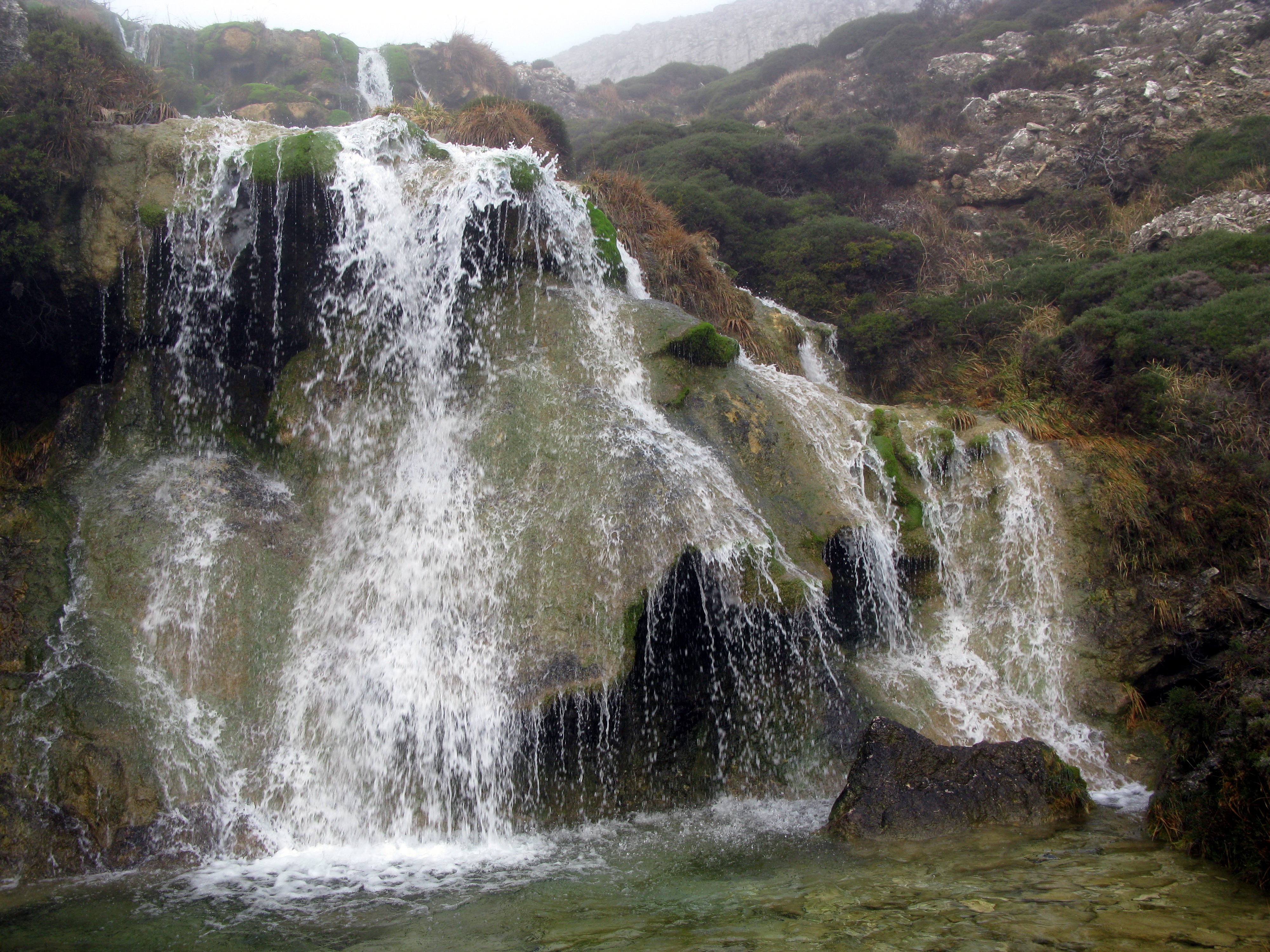
Cascada de toba en el Arroyo de Mundilla.

Se trata de una surgencia de origen kárstico mucho menos conocida que su vecina y gemela de Covalagua, que por razones de índole burocrática no se ha incluido dentro de los límites del espacio natural protegido de Covalagua y las Tuerces, aunque pertenece al mismo paisaje y presenta los mismos valores dignos de conservar.
El manantial da origen al arroyo Mundilla, abastece a las localidades de Mundilla y Villaescobedo y varios kilómetros más adelante se une con el Arroyo del Reverdido y el Río Valtierra, pasa Basconcillos del Tozo y las aguas se sumen de nuevo en una cavidad con más de 3 km de desarrollo, la Cueva de Basconcillos (también llamada Cueva del Agua y Cueva de los Moros), para resurgir en Barrio Panizares, dando nacimiento al río Rudrón. El manantial de la Cueva de Villaescobedo, pues, pertenece a la cuenca del Ebro, una más de las muchas curiosidades geológicas de la zona.
En la boca de la cueva se han formado edificios tobáceos aún muy bien conservados, a pesar de los destrozos hechos en las captaciones de abastecimiento. En el interior, discurre un río subterráneo con varios kilómetros de desarrollo, por debajo del campo de dolinas de la Lora Alta,  actualmente en fase de exploración.